# Anthonetta (schip, 1929)
De Anthonetta is een varend monument dat oorspronkelijk was gebouwd voor C. van den Ouden uit Oude-Tonge. Als schipper voer Faas van den Ouden met zijn zusters als bemanning. Het schip had in die tijd ook een strijkbare mast met laadtuig. Het schip was vaak te vinden in het Boerengat in Rotterdam, in afwachting van vracht die op de schippersbeurs werd aangeboden. Het vaargebied was in die tijd vooral Zuid-Holland. Het schip is een aantal keren van naam veranderd, het heeft Lena bij schipper Rijnhout , Heiltje bij schipper Henk Mostert (voer toen vanuit Leerdam) en Soan Nio bij schipper D. Kenbeek in het Rotterdamse geheten. In 2004 gaven de huidige eigenaren het weer de oorspronkelijke naam terug. Het schip is in de 80'er jaren ingericht als varend woonschip.

## Brusselse lantaarn

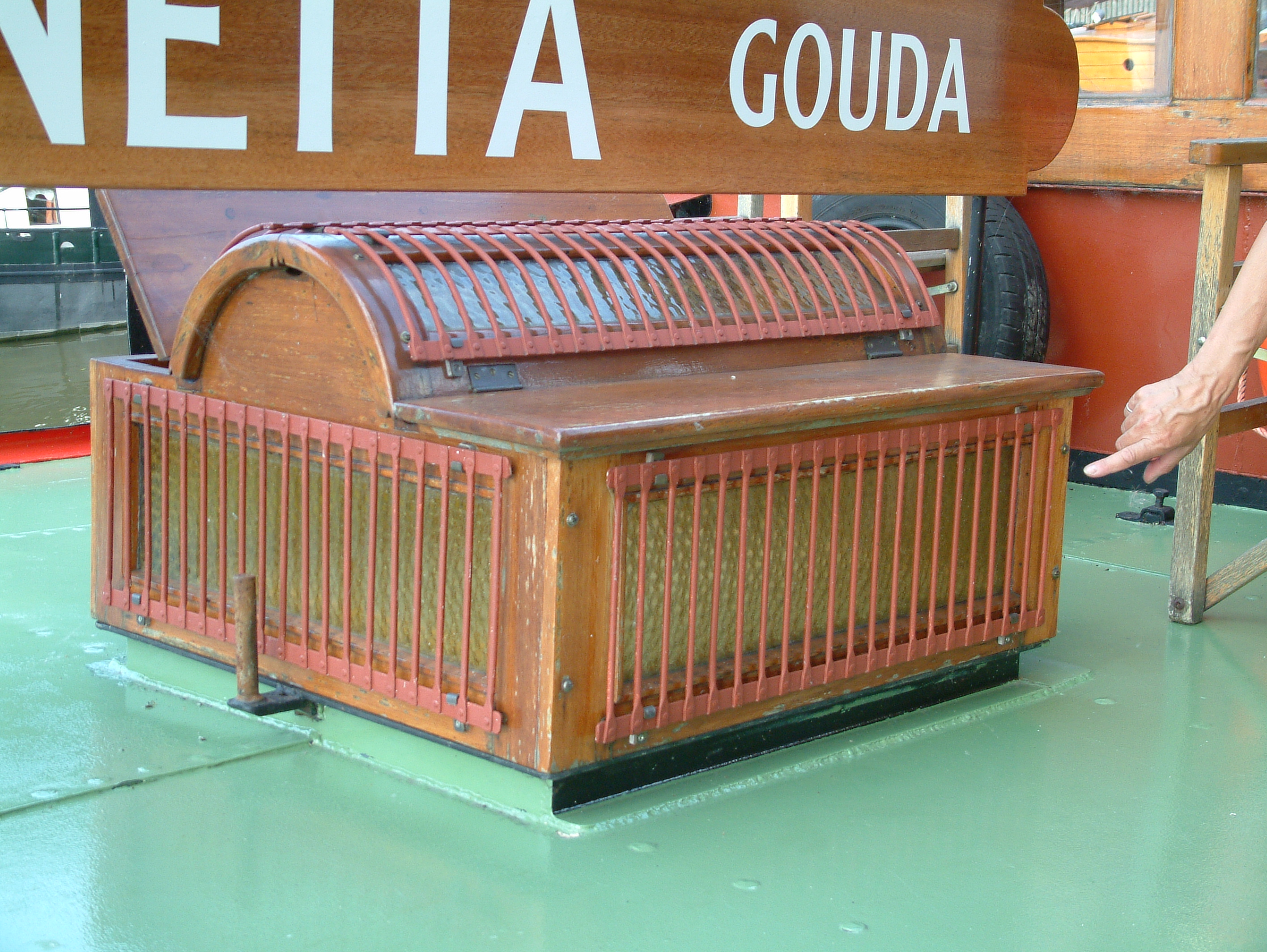

Op de roef staat een bijzondere koekoek. Naar verluidt zou daarop de term "Brusselse lantaarn" van toepassing zijn. Vergelijkbare koekoeken komt men veel tegen op historische schepen.